# New York Journal-American
Le New York Journal-American est un quotidien publié de 1934 à 1966. Il est le résultat de la fusion de deux journaux appartenant à William Randolph Hearst : le New York American (à l'origine le New York Journal, renommé en 1901), un journal du matin, et le New York Evening Journal, un journal de l'après- midi, tous deux publiés par Hearts de 1895 à 1937. Le Journal-American fut un journal de l'après-midi.

## Historique de la publication
Le jeune frère de Joseph Pulitzer, Albert, fonde le New York Morning Journal en 1882. John R. McLean le rachète ne 1895 mais rapidement le vend à Hearst. Hearst fonde l' Evening Journal à peu près un an plus tard.
L'Evening Journal accueille la journaliste d'investigation Nellie Bly, qui commence à écrire pour le quotidien en 1914 en tant que correspondante de guerre. Après son retour d'Europe on lui donne sa propre colonne qu'elle garde jusqu'à sa mort en 1922.

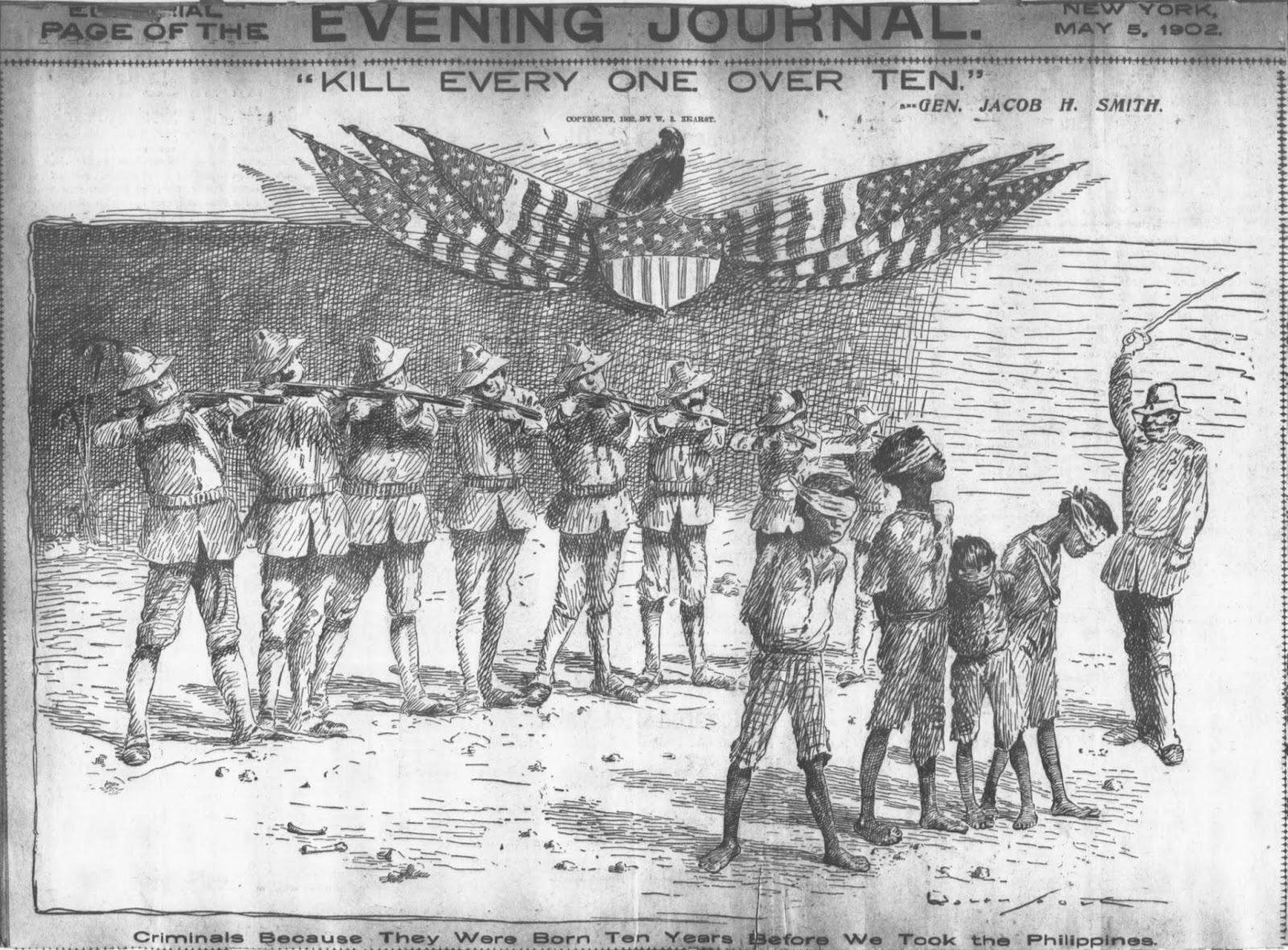
Un des plus célèbres dessins du New York Journal, représentant l'ordre du général Jacob Hurd Smith durant la guerre des Philippines en 1902 « Tuez tout le monde de plus de dix ans ». 5 mai 1902.

## Comics
Le New York Journal de Hearst et le New York World de Joseph Pulitzer se livrent une concurrence acharnée. Pour attirer des lecteurs, des dessinateurs vedettes sont débauchés du concurrent et c'est ainsi que Richard F. Outcault quittent le journal de Pullitzer. Outcault abandonne le New York World mais sa série Hogan's Alley, dont le héros est le The Yellow Kid, est reprise par George B. Luks. Outcault crée une nouvelle série dans le New York Journal intitulée McFadden's Flats dans laquelle se retrouve aussi The Yellow Kid.
Au début des années 1900, les journaux de Hearst proposent des comic strips et le 31 janvier 1912 c'est l'apparition du premier strip en couleur dans l'Evening Journal. Un an après le 12 janvier 1913, McManus crée Bringing Up Father (traduit en français par La Famille Illico). Le succès de cette série amène McManus à dessiner deux pages quotidiennes et un 12 pages pour l'édition du dimanche.
En 1922, l'Evening Journal introduit un magazine, paraissant le dimanche, au format tabloïd comprenant des strips inédits. On y trouve Popeye, Grandma, The Little Woman de Don Tobin, Mandrake le magicien, Glamor Girls de Don Flowers, Grin and Bear It et Buck Rogers entre autres strips.
Dans les années 1940, l'édition du dimanche propose Bringing Up Father, Blondie, a full-page Prince Valiant, Flash Gordon, The Little King, Buz Sawyer,Seein' Stars de Feg Murray, Tim Tyler's Luck, Room and Board de Gene Ahern, The Squirrel Cage, The Phantom, Jungle Jim, Tillie the Toiler, Little Annie Rooney, Little Iodine, The Lone Ranger de Bob Green, Believe It or Not!, Uncle Remus, Dinglehoofer und His Dog, Donald Duck, Tippie, Right Around Home, Barney Google and Snuffy Smith et The Katzenjammer Kids (Pim, Pam et Poum en français).
Rube Goldberg est un des derniers dessinateurs employés par le journal.

## Fusion